# Неретино
Неретино — населённый пункт, входящий в состав Пехлецкого сельского поселения Кораблинского района Рязанской области.

## Географическое положение
Неретино находится в восточной части Кораблинского района, в 7 км к северо-востоку от райцентра.
Ближайшие населённые пункты:

— село Незнаново в 5 км к северу по асфальтированной дороге;

— деревня Фролово к югу от Неретино.
К востоку от деревни протекает река Ранова.

## История
Как видно из окладных книг 1676 года первоначальное построение деревянной церкви в селе Неретине относится к 1672 году, до того же времени Неретино в качестве деревни входило в приход села Пехлец. В начале XIX века начато строительство каменной церкви в честь иконы Божьей Матери Владимирской с приделом Никольским. В 1805 году строительство церкви было окончено. Придел Никольский устроен был в 1811 году помещиком Н.С. Федцовым.
В XIX — начале XX века село входило в состав Княжовской волости Ряжского уезда Рязанской губернии. В 1906 году в селе было 73 двора.
С 1929 года село являлось центром Неретинского сельсовета Кораблинского района Рязанского округа Московской области, с 1937 года — в составе Рязанской области, с 1957 года — в составе Пехлецкого сельсовета, с 2005 года — в составе Пехлецкого сельского поселения.

### Усадьба Неретино
Усадьба основана в последней четверти XVII века помещиком В.Г. Левашовым с женою У.К. Левашовой, бывшей во втором браке за Ф. Пущиным, в третьем за К.Н. Батуриным (1652-1696/97). Далее принадлежала сыну последнего прапорщику Г.К. Батурину (1690-1745), затем по родству отошло в приданое Е.А. Батуриной, вышедшей замуж за поручика С.А. Караваева (г/р 1737). В середине XIX века  принадлежала коллежскому регистратору К.К. Беклемишеву и его сестре А.К. Беклемишевой, вышедшей замуж за штабс-капитана А.Т. Агломазова (г/р 1811). Далее племяннице последних Л.К. Беклемишевой (ум. 1905/10), бывшей замужем за надворным советником Н.Н. Плюсковым (г/р 1868).
Еще одна усадьба в селе с последней четверти XVIII века принадлежала полковнику Н.С. Федцову и после его наследникам.

## Население
| 1859 | 1906 | 2010 |
| ---- | ---- | ---- |
| 367  | ↗450 | ↘33  |

## Хозяйство
Действует молочно-товарная ферма СПК им. Чкалова.

## Инфраструктура
Дорожная сеть
К западу от села проходит автотрасса регионального значения Р-126 «Рязань-Ряжск», от которой отходит асфальтированное ответвление.
Также имеется грунтовое ответвление от автотрассы муниципального значения «Пехлец-Троица-Пустотино».

## Достопримечательности
В селе сохранилась руинированная церковь Владимирской иконы Божьей Матери 1805 года в стиле классицизм.